# Franciszek Górecki
Franciszek Górecki (ur. 21 lutego 1892 w Warszewce, zm. wiosną 1940 w Kijowie) – kapitan piechoty Wojska Polskiego, kawaler Orderu Virtuti Militari, ofiara zbrodni katyńskiej.

## Życiorys
Urodził się w Warszewce jako syn Piotra i Marianny z domu Suchacz. Absolwent gimnazjum w pobliskim Drobinie. W 1908 wyjechał do Stanów Zjednoczonych z zamiarem pracy zarobkowej. W Chicago należał do Polskiego Towarzystwa Gimnastycznego „Sokół”. Podczas I wojny światowej w 1917 wstąpił do armii angielskiej, a w 1918 do szeregów wojsk polskich w Ameryce Północnej. Następnie trafił do Europy wraz z ochotnikami, których wychodźstwo polskie w Stanach Zjednoczonych i Kanadzie w 1919 wysłało do szeregów Armii Polskiej we Francji gen. Hallera. Tam służył w 3 pułku i walczył we Francji. Po odzyskaniu przez Polskę niepodległości wstąpił do Wojska Polskiego. Służył w szeregach 4 i 6 pułku oraz w batalionie zapasowym 43 pułku strzelców Legionu Bajończyków. Od stycznia 1920 do marca 1921 brał udział w wojnie polsko-bolszewickiej. Za bohaterstwo wykazane 17 sierpnia 1920 pod Firlejówką otrzymał Order Virtuti Militari. Został awansowany do stopnia porucznika piechoty ze starszeństwem z dniem 1 czerwca 1919. Po wojnie, w latach 20. i 30. nadal służył w macierzystym 43 pp stacjonującym w Dubnie, w którym pełnił stanowiska dowódcy plutonu, dowódcy kompanii, adiutanta batalionu sztabowego, zastępcy oficera ds. materiałowych i oficera żywnościowego. W 1927 został awansowany do stopnia kapitana piechoty ze starszeństwem z dniem 1 stycznia 1927. W 1928 był zweryfikowany w Korpusie Oficerów Piechoty z lokatą 13. W 1937 został komendantem placu garnizonu Dubno.
Po wybuchu II wojny światowej, kampanii wrześniowej i agresji ZSRR na Polskę z 17 września 1939 został aresztowany przez funkcjonariuszy NKWD obwodu dubieńskiego. Był więziony w Równem. 28 marca 1940 został przewieziony do więzienia przy ulicy Karolenkiwskiej 17 w Kijowie (więzieni w Równem i wywiezieni tego samego dnia do Kijowa byli także inni polscy oficerowie: Karol Jeżowski i Rudolf Ksieniewicz). Wiosnę 1940 został zamordowany przez funkcjonariuszy NKWD i pogrzebany w Bykowni, gdzie 21 września 2012 został oficjalnie otwarty Polski Cmentarz Wojenny w Kijowie-Bykowni. Jego nazwisko znalazło się na tzw. Ukraińskiej Liście Katyńskiej opublikowanej w 1994 (został wymieniony na liście wywózkowej 41/3-224 oznaczony numerem 830).

## Upamiętnienie
15 maja 2011, w ramach akcji „Katyń... pamiętamy” / „Katyń... Ocalić od zapomnienia”, został zasadzony Dąb Pamięci honorujący Franciszka Góreckiego w Parku Ignacego Jana Paderewskiego w Toronto (Kanada).

## Ordery i odznaczenia
- Krzyż Srebrny Orderu Virtuti Militari nr 2603
- Krzyż Niepodległości (20 lipca 1932)[13]
- Srebrny Krzyż Zasługi
- Medal Pamiątkowy za Wojnę 1918–1921
- Medal Dziesięciolecia Odzyskanej Niepodległości